# Dicranella pseudosubulata
Dicranella pseudosubulata là một loài rêu trong họ Dicranaceae. Loài này được Müll. Hal. ex Gangulee mô tả khoa học đầu tiên năm 1960.